# راي ماثياس
راي ماثياس (بالإنجليزية: Ray Mathias)‏ (13 ديسمبر 1946 بليفربول في المملكة المتحدة - ) هو مدرب كرة قدم ولاعب كرة قدم بريطاني في مركز الدفاع. لعب مع نادي ترانمير روفرز لكرة القدم.

## وصلات خارجية
- راي ماثياس على موقع قاعدة بيانات كرة القدم.إي يو (الإنجليزية)
- راي ماثياس على موقع Soccerbase.com (مدرب) (الإنجليزية)
- راي ماثياس على موقع عالم كرة القدم.نت (الإنجليزية)